# Cape du Couedic
Cape du Couedic je mys na jihozápadním cípu Klokaního ostrovaasi 96 kilometrů jihozápadně od města Kingscote v národním parku Flinders Chase v Jižní Austrálii.
Francouzský objevitel Nicholas Baudin mys v roce 1803 pojmenoval po námořním důstojníkovi a veliteli fregaty La Surveilante Charlesi L. du Couëdic de Kergoualerovi (1740–1780).
V oblasti mysu se rovněž nachází maják, vysoký 25 metrů, na jehož postavení bylo zapotřebí 2000 kusů kamene. Stavba majáku začala v roce 1906, dokončena byla roku 1909.

#### Maják Cape du Couedic
- Postaven byl v roce 1909, především kvůli nebezpečným útesům a prudkým mořským proudům v oblasti.
- Stavba probíhala v extrémních podmínkách – materiál se přivážel lodí a poté se tahal nahoru po strmých svazích pomocí lanovky.
- Maják je postaven z místního kamene a stále stojí jako historická památka, i když je dnes automatizovaný.

#### Admirals Arch
- Jedná se o přirozený skalní oblouk vyhlodaný erozí, který se nachází v těsné blízkosti mysu.
- Je oblíbeným místem pro pozorování australských lachtanů, kteří se v této oblasti vyskytují v hojném počtu.

#### Příroda a fauna
- Oblast kolem mysu je známá svou drsnou přírodní krásou, větrnými útesy a silným příbojem.
- Kromě lachtanů zde lze zahlédnout také klokany, koaly, echidny a množství ptáků.